# Allan Border
Allan Robert Border AO (* 27. Juli 1955 in Sydney) ist ein ehemaliger australischer Cricketspieler. Von 1983 bis 1993 war er bei 93 Tests Kapitän der australischen Cricket-Nationalmannschaft. Er wurde 1982 zu einem der fünf Wisden Cricketers of the Year gewählt.
Border gehört zu den 8 Batsmen, die mehr als 10.000 Test-Runs (Punkte) in ihrer Karriere erzielt haben. Insgesamt nahm er für das australische Team an 156 Tests teil. Damit hielt er eine Zeit lang den Rekord für die meisten absolvierten Tests. Dieser Rekord wurde inzwischen von Steve Waugh und Sachin Tendulkar überboten. Mit 11.174 Runs hielt er den Weltrekord für die meisten erzielten Test-Runs. Dieser wurde 2005 von Brian Lara gebrochen.
Unter Borders Führung entwickelte das australische Cricketteam seine dominierende Rolle im Cricket, die es bis ca. 2008/2009 hielt. So gewann es unter seiner Führung 1987 den Cricket World Cup. Außerdem nahm er an drei weiteren Cricket Weltmeisterschaften (1979, 1983 und 1992) teil. Insgesamt absolvierte Border 273 One-Day International Matches, bei denen er 6524 Runs erzielte. Er war der erste Spieler überhaupt, der 200 One-Day Internationals absolvierte.
Im Film Love Birds – Ente gut, alles gut! aus dem Jahre 2011 stellt er einen Cricketkommentator dar.
Allan Border wurde 1989 zum Officer of the Order of Australia ernannt. Im Januar 1999 wurde er in die ICC Cricket Hall of Fame aufgenommen. Ihm zu Ehren wird seit 2000 die Allan-Border-Medal für herausragende australische Cricketspieler verliehen.